# 1935 au Yukon
Chronologie du Yukon
- 1931
- 1932
- 1933
- 1934
- 1935
- 1936
- 1937
- 1938
- 1939

Cette page concerne des événements d'actualité qui se sont produits durant l'année 1935 dans le territoire canadien du Yukon.

## Politique
- Chef exécutif : George A. Jeckell
- Législature : 10e

## Événements
- 14 octobre : Le Parti libéral de William Lyon Mackenzie King remporte l'élection générale fédérale avec 176 députés élus contre 40 pour le Parti conservateur. Le Crédit social remporte 17 comtés, le CCF 8 et le Parti de la reconstruction 1. Dans la circonscription du territoire du Yukon, l'indépendante conservatrice Martha Black, épouse de George Black, devient la première femme à être député fédéral de ce territoire, face au libéral John Patrick Smith.

## Naissances
- 1er avril : Alice McGuire (en), députée territoriale de Kluane (2000-2002) († 9 décembre 2021)
- 20 novembre : Sam Johnston (en), député territoriale du Campbell (1970-1984) et 2e président de l'Assemblée législative du Yukon.